# Александер Бауцал
Александер Бауцал (1965) је српски психолог рођен у Постојни, Словенији. Дипломирао је психологију на Филозофском факултету у Београду 1992. године. На истом факултету је магистрирао (1996) и докторирао (1999) на тему: Структура имплицитног знања родитеља о особинама сопствене деце. Бави се развојном психологијом и психологијом образовања.
За главног уредника једног од најстаријих европских часописа European Journal of Psychology of Education изабран је 2015. године. Тренутно је и члан уредништва часописа ‘Психологија’, који се налази на SCI листи. У претходном периоду био је и члан Advisory Editor Board-а часописа European Journal of School Psychology.
На Филозофском факултету изабран за асистента-приправника 1993. године, за асистента 1997, доцента 2000, ванредног професора 2011, а редовног професора 2014. године.
У периоду 2003–2004. био је директор Центра за евалуацију у образовању, који је основала Влада Србије.

## Научни рад
Предаје на предметима из области развојне психологије и психологије образовања и, као гостујући професор, на Универзитету у Сегедину и Универзитету у Тартуу. Као гостујући професор, радио је и на Универзитету у Бањој Луци, на Универзитету у Женеви, Универзитету у Болоњи и многим другима.
У свом истраживачком раду бавио се следећим темама: како деца и млади развијају нове компетенције кроз интеракцију са вршњацима и са одраслима; које карактеристике ученика, наставника и школа утичу на образовна постигнућа ученика; процена квалитета, праведности и ефикасности образовног система (национална тестирања и секундарне анализе ПИСА резултата); положај деце из ромске заједнице у образовању и квалитет њиховог образовања; школско оцењивање; наставничка уверења и праксе и њихов утицај на учење ученика; мотивација за школско учење; анксиозност ученика у вези са учењем математике; значај предшколског образовања за каснија образовна постигнућа ученика; анализа улагања у предшколско образовање итд.
До сада је објавио преко 100 научних радова, који су према сервису Гугл Сколар цитирани 712 пута.

## Реформа образовања
Од 2001. до 2004. био је укључен у реформу образовања у Србији, за шта је 2004. добио Награду града Београда за допринос развоју образовања. Био је члан Већа за образовну реформу, Националног форума за образовање за све (УНЕСКО) и Централне комисије за развој новог школског програма заснованог на образовним исходима.
У периоду 2002‒2004. био је оснивач и директор Центра за евалуацију (садашњи Завод за вредновање квалитета образовања и васпитања). Од 2014. до 2017. године био је члан Националног просветног савета Републике Србије.